# Kalle Anka och Jumbo
Kalle Anka och Jumbo (engelska: Working for Peanuts) är en amerikansk animerad kortfilm med Kalle Anka från 1953.

## Handling
Piff och Puff bor ganska nära en djurpark och hittar en hög jordnötter som tillhör elefanten Dolores. De försöker ta nötterna, men det är inte lätt när både Dolores och djurskötaren Kalle Anka är rätt smarta.

## Om filmen
Filmen är den första Kalle Anka-filmen som producerades i 3D.
Elefanten Dolores som medverkar i filmen var tidigare med i Långben-filmerna Jan Långben på tigerjakt från 1945 och Jan Långben som djurtämjare från 1948.

### Svensk distribution
Filmen hade svensk premiär den 3 december 1954 på Sture-Teatern i Stockholm och ingick i kortfilmsprogrammet Kalle Ankas glada varieté tillsammans med sju kortfilmer till; Kalle Ankas björnäventyr, Plutos födelsedagsskiva, Kalle Anka och samvetet, Fyrbenta eskimåer (ej Disney), Jan Långben dansar, Kalle Ankas nye granne och Jultomtens verkstad.
Filmen har givits ut på DVD och finns dubbad till svenska.

## Rollista
- Clarence Nash – Kalle Anka
- James MacDonald – Piff, elefanten Dolores, björn
- Dessie Flynn – Puff
- Pinto Colvig – säl[9]